# Amphi Festival/Line-ups
Diese Liste umfasst eine Aufzählung von Bands, die am Amphi Festival teilgenommen haben bzw. für die nächste Auflage angekündigt sind.

## 2005 bis 2009
| Datum | Anz. | Line-up |
| ----- | ---- | --- |
| 2005  | 15   | Blutengel, Camouflage, Client, Die Krupps, Goethes Erben, In Extremo, Lacrimas Profundere, Unheilig, Project Pitchfork, Psyche, Staubkind, Suicide Commando, This Morn’ Omina, Welle: Erdball, Zeraphine |
| 2006  | 29   | And One, Calmando Qual, Cephalgy, Christian von Aster, Combichrist, Diary of Dreams, DJ Elvis (The Memphis), DJ Mike K., DJ Nightdash + DJ Marco, DJ Oliver Hölz, DJ Ronny, DJ X-X-X, Dope Stars Inc., Faun, Fixmer/McCarthy, Frozen Plasma, Letzte Instanz, Lola Angst, Negative, Oswald Henke, Samsas Traum, Schandmaul, Subway to Sally, The 69 Eyes, The Retrosic – DJ Set, This Morn’ Omina, Unheilig, VNV Nation, Welle: Erdball                                                |
| 2007  | 33   | Apoptygma Berzerk, ASP, Bloodpit, Diorama, DJ Dalecooper, Down Below, Dreadful Shadows, Eisbrecher, Emilie Autumn, Feindflug, Fetisch:Mensch, Front 242, Front Line Assembly, Funker Vogt, Heimatærde, Imatem, Katzenjammer Kabarett, Krypteria, Mesh, Obscenity Trial, P·A·L, Portion Control, Saltatio Mortis, Samsas Traum, Sonar, Spetsnaz, Subway to Sally, Trial, Unheilig, Untoten, Winterkälte, Xotox, Zeromancer                                                             |
| 2008  | 27   | And One, Ashbury Heights, Cinderella Effect, Cinema Strange, Clan of Xymox, Combichrist, Covenant, Das Ich, Deine Lakaien, Diary of Dreams, Die Krupps, Eisbrecher, Grendel, Haujobb, L’Âme Immortelle, Lacrimas Profundere, Letzte Instanz, Mediæval Bæbes, Mina Harker, Nachtmahr, Noisuf-X, Oomph!, Project Pitchfork, Rotersand, Soko Friedhof, Spectra*Paris, Spiritual Front, Suicide Commando, Tactical Sekt, The Klinik, The Lovecrave, Welle: Erdball, Zeraphine, Zeromancer |
| 2009  | 32   | Absolute Body Control, Agonoize, Auto-Auto, Camouflage, Coppelius, Covenant, Delain, Diorama, Eisbrecher, Feindflug, Fields of the Nephilim, Front 242, Henke, Hocico, Jesus on Extasy, Jäger 90, KMFDM, Laibach, Leæther Strip, Mantus, Marsheaux, Omnia, Panzer AG, Qntal, Rosa Crvx, Saltatio Mortis, Scandy, Solar Fake, The Birthday Massacre, The Gathering, The Other, Unheilig, Xotox                                                                                         |

## 2010 bis 2014
| Datum | Anz.    | Line-up |
| ----- | ------- | --- |
| 2010  | 33      | And One, Anne Clark, Ashbury Heights, ASP, Blitzkid, Blutengel, Combichrist, Coppelius, Destroid, Diary of Dreams, DIN (A) Tod, Eisbrecher, End of Green, Escape With Romeo, Ext!ze, Faderhead, Frank the Baptist, Front Line Assembly, Funker Vogt, Leaves’ Eyes, Letzte Instanz, Mesh, Miss Construction, Mono Inc., Nachtmahr, Project Pitchfork, Rabia Sorda, Samsas Traum, Skinny Puppy, Solitary Experiments, The Crüxshadows, VNV Nation, Welle: Erdball |
| 2011  | 36      | Agonoize, Clan of Xymox, Covenant, Das Ich, Deine Lakaien, Der Fluch, De/Vision, Die Krupps, Diorama, Dreadful Shadows, Feindflug, Frozen Plasma, Die Funkhausgruppe, Grendel, Hocico, In Strict Confidence, In the Nursery, Kirlian Camera, Klangstabil, Leæther Strip, Melotron, mind.in.a.box, Nitzer Ebb, Ordo Rosarius Equilibrio, Persephone, Rome, Saltatio Mortis, Samsas Traum, She's All That, Staubkind, Subway to Sally, Suicide Commando, Tanzwut, Winterkälte, [x]-Rx, Zeraphine |
| 2012  | 38      | 18 Summers, Aesthetic Perfection, A Life Divided, And One, Apoptygma Berzerk, Assemblage 23, Blutengel, Camouflage, Combichrist, Conjure One, Coppelius, Corvus Corax, DAF, Eisbrecher, Eisenfunk, Eklipse, Haujobb, Henke, Lord of the Lost, Love Is Colder Than Death, mind.in.a.box, Mono Inc., Nachtmahr, Project Pitchfork, Schöngeist, Seabound, [:SITD:], Solar Fake, Spetsnaz, Spiritual Front, Stahlzeit, The Crüxshadows, The Other, The Sisters of Mercy, The Wars, Tyske Ludder, Whispers in the Shadow, [X]-Rx |
| 2013  | 40      | Agonoize, Alice Neve Fox, Alien Sex Fiend, A Life Divided, Anne Clark, Atari Teenage Riot, Ben Ivory, Chrom, De/Vision, Diary of Dreams, Die Form, Dunkelschön, Escape With Romeo, Fabrik C, Faderhead, Faun, Fields of the Nephilim, Frozen Plasma, Funker Vogt, Grendel, Icon of Coil, Letzte Instanz, Oomph!, Peter Heppner, Phillip Boa and the Voodooclub, Rome, Rosa Crvx, Santa Hates You, Solitary Experiments, Stahlmann, Suicide Commando, Tanzwut, The Beauty of Gemina, Tyske Ludder, Umbra et Imago, VNV Nation, Welle: Erdball, Wesselsky, Xotox, [X]-Rx Call the ship: Covenant, Welle: Erdball |
| 2014  | 42 (+5) | Aesthetic Perfection, Apoptygma Berzerk, Blutengel & The Monument Ensemble, Burn (Acoustic), Camouflage, Centhron, Clan of Xymox, Corde Oblique, Corvus Corax, Der Tod, Die Krupps, Ecki Stieg, Eisbrecher, Front 242, Hocico, In the Nursery, Janus, Klangstabil, Lacrimosa, London After Midnight, Lord of the Lost, Maerzfeld, Markus Heitz, Mesh, Midge Ure, Mono Inc., Nachtmahr, Noisuf-X, Persephone, Phosgore, Project Pitchfork, Rotersand, She Past Away, Solar Fake, The Juggernauts, The Klinik, The Neon Judgement, The Exploding Boy, Torul, Unzucht, Vic Anselmo, Zeromancer Call the ship 2 Port: Project Pitchfork (Early Years), Suicide Commando Vintage Set Ersetzt durch: Agonoize Call the ship 2 night: VNV Nation als VNV CLASSICAL, Solar Fake, Sonja Kraushofer |

## 2015 bis 2019
| Datum | Anz.    | Line-up |
| ----- | ------- | --- |
| 2015  | 40 (+3) | Aeon Sable, Agonoize, And One, Centhron, Chrom, Combichrist, DAF, Darkhaus, Das Ich, Der Fluch, Diary of Dreams, Diorama, Euzen, Folk Noir, Front 242, Goethes Erben, Henric de la Cour, Inkubus Sukkubus, Lebanon Hanover, Neuroticfish, Oomph!, Patenbrigade:Wolff, Pokemon Reaktor, Rabia Sorda, Rome, Samsas Traum, Schöngeist, [:SITD:], Sonja Kraushofer, S.P.O.C.K, Stahlmann, The Birthday Massacre, The Creepshow, The Crüxshadows, The Devil & The Universe, The Mission, VNV Nation, Welle: Erdball, Wesselsky, [X]-Rx, Zeraphine Call the ship: !Distain, Agonoize als EZIONOGA, And One |
| 2016  | 44 (+2) | Aesthetic Perfection, Angels & Agony, Beyond Obsession, Bloodsucking Zombies from Outer Space, Blutengel, Coppelius, Covenant, Cryo, Laura Carbone, Der Fluch, Dive, Editors, Escape With Romeo, Ewigheim, Faderhead, Front Line Assembly, Joachim Witt, Lebanon Hanover, L’Âme Immortelle, Mantus, Megaherz, Mono Inc., Moonspell, Neuroticfish, Nosferatu, One I Cinema (krankheitsbedingt ausgefallen), Ost+Front, Peter Heppner, Project Pitchfork, Solar Fake, Solitary Experiments, Spetsnaz, Spiritual Front, Stahlzeit, Suicide Commando, Tarja, The Beauty of Gemina, The Devil & The Universe, Tüsn, Unzucht, DJ Honey, Whispers in the Shadow, [X]-Rx, XMH, Xotox Call the ship: Apoptygma Berzerk, Oomph! |
| 2017  | 42 (+3) | Aeon Sable, Apoptygma Berzerk, Box & The Twins, Chrom, Clan of Xymox, Combichrist, Das Ich, Diary of Dreams, Die Krupps, Diorama, Eisbrecher, Eisfabrik, Empathy Test, Esben and the Witch, FabrikC, Fields of the Nephilim, Frozen Plasma, Henric de la Cour, Hocico, Holygram, Kirlian Camera, Kite, LEGEND, Letzte Instanz, Lord of the Lost, Lucifer's Aid, Massive Ego, Merciful Nuns, M.I.N.E, Nachtmahr, Near Earth Orbit, Orange Sector, Ordo Rosarius Equilibrio, Rummelsnuff, Stahlmann, Tanzwut, The Daniel Myer Project, The Other, Torul, VNV Nation, We Are Temporary, Winterkälte Call the ship: Front 242, Neuroticfish, Scheuber                                                                     |
| 2018  | 42 (+3) | Aesthetic Perfection, Agonoize, And One, ASP, A Projection, Centhron, Corde Oblique, ES23, Funker Vogt, Future Lied To Us, Girls Under Glass, Goethes Erben, Grausame Töchter, Grendel, Heldmaschine, Intent:Outtake, In the Nursery, Joachim Witt, KiEw, La Scaltra, Lebanon Hanover, Mad Sin, Midge Ure, Mono Inc., Neuroticfish, Orchestral Manoeuvres in the Dark, Oomph!, Persephone, Priest, Qntal, Rroyce, Scheuber, She Past Away, [:SITD:], Solar Fake, Soviet Soviet, Suicide Commando, Synthattack, The Creepshow, Unzucht, Whispers in the Shadow, [X]-Rx Call the ship: Covenant, Suicide Commando, Eisfabrik                                                                                            |
| 2019  | 42 (+3) | Agent Side Grinder, Ash Code, Blutengel, Chrom, Coma Alliance, Cryo, Das Ich, Dive, Erdling, Faderhead, Feuerschwanz, Fïx8:Sëd8, Haujobb, Hearts of Black Science, Hell Boulevard, Henric de la Cour, Hocico, Holygram, In Extremo, Jäger 90, Janus, L’Âme Immortelle, Logic & Olivia, Lord of the Lost, Massive Ego, Nachtmahr, Nitzer Ebb, Ost+Front, Pink Turns Blue, Project Pitchfork, Rabia Sorda, Samsas Traum, Schattenmann, Seadrake, Seelennacht, Solitary Experiments, Spark!, The Beauty of Gemina, The Cassandra Complex, Unzucht, Welle: Erdball, White Lies Call the ship: Mesh, Solar Fake, Diorama                                                                                                   |

## Seit 2020
| Datum         | Anz. | Line-up |
| ------------- | ---- | --- |
| 2020 und 2021 | –    | Wegen der COVID-19-Pandemie abgesagt. Das für 2020 geplante LineUp wurde wegen der COVID-19-Pandemie in Deutschland zunächst auf 2021, später dann auf 2022 verschoben. |
| 2022          | 40   | Aeon Sable, Aesthetic Perfection, Alienare, Ash Code, Bragolin, Cat Rapes Dog, Chemical Sweet Kid, Der Fluch, Diary of Dreams, Dupont, Eisbrecher, Empathy Test, Erdling, Frozen Plasma, Heldmaschine, In Strict Confidence, Johnny Deathshadow, Joy Division Undercover, Letzte Instanz, London After Midnight, Mesh, Mono Inc., Nachtblut, Perfection Doll, Rome, Rroyce, Samsas Traum, Schwarzschild, She Past Away, [:SITD:], Solar Fake, Sono, Stahlmann, Sturm Café, Suicide Commando, The Birthday Massacre, The Foreign Resort, V2A, VNV Nation, Wisborg Call the ship: S.P.O.C.K, Welle: Erdball, Forced to Mode              |
| 2023          | 44   | Actors, A Life Divided, Bianca Stücker & Mark Benecke, Blitz Union, Calva Y Nada, Centhron, Clan of Xymox, Combichrist, Coppelius, Covenant, Das Ich, Deine Lakaien, Diorama, Fïx8:Sëd8, Front 242, Future Lied to Us, Kite, L'Âme Immortelle, Lebanon Hanover, Lord Of The Lost, NNHMN, Oberer Totpunkt, OMD, Potochkine, Qntal, Rabengott, Rue Oberkampf, Scarlet Dorn, Schöngeist, Selofan, Solitary Experiments, S.P.O.C.K, SynthAttack, TRAITRS, Unzucht, Vanguard, Welle: Erdball, Wesselsky, Whispering Sons, Whispers in the Shadow, Wiegand, Xotox, Zeraphine Call the ship: Diary of Dreams, [:SITD:], Rroyce                |
| 2024          |      | A Projection, Aesthetic Perfection, Agent Side Grinder, Alienare, And One, Auger, Blackbook, Bloody Dead and Sexy, Blutengel, Dark, Deus ex Lumina, Diary of Dreams, Die Selektion, Eisbrecher, Faderhead, Girls Under Glass, Goethes Erben, Heldmaschine, Henric de la Cour, Heppners Tanzzwang, Hocico, J:Dead, Je t’aime, Kirlian Camera, Manntra, Merciful Nuns, Minuit Machine, Neuroticfish, Ost+Front, Project Pitchfork, Proncipe Valiente, Ruined Conflict, Schattenmann, Solar Fake, Soulbound, T.O.Y., The Beauty of Gemina, The Others, Then Comes Silence, Ultrasun Call the ship to port: Combichrist, Rabia Sorda, X-Rx |